# Indotyphlops filiformis
Espèce
Synonymes
- Typhlops filiformis Duméril & Bibron, 1844

Statut de conservation UICN

 DD  : Données insuffisantes
Indotyphlops filiformis est une espèce de serpents de la famille des Typhlopidae. 

## Répartition
Cette espèce provient d'Asie du Sud.
Son statut n'est pas clair et elle pourrait être un synonyme d'Indotyphlops porrectus.

## Publication originale
- Duméril & Bibron, 1844 : Erpétologie générale ou Histoire naturelle complète des reptiles. Librairie encyclopédique Roret, Paris, vol. 6, p. 1-609 (texte intégral).